# SIL International
SIL International (наричан по-рано Summer Institute of Linguistics – Летен институт по лингвистика) е световна, базирана в САЩ, християнска организация с нестопанска цел.
Организацията, основана през 1934 г., първоначално функционира като малък летен курс в Арканзас, САЩ.
Нейната основна цел е изучаването, развитието и документирането на езици, особено на онези, които са по-малко известни, с цел да се разширят езиковите познания, насърчаване на грамотността, превода на християнската Библията на местните езици, както и подпомагане развитието на малцинствените езици.
SIL International разпространява лингвистични ресурси чрез Етнолог. Тя поддържа и система от трибуквени кодове за езиците по света.